# کاراکارای
کاراکارای (به پرتغالی: Caracaraí) یک منطقهٔ مسکونی در برزیل است که در رورایما واقع شده‌است. کاراکارای ۴۷٬۴۱۰٫۸۹۱ کیلومتر مربع مساحت و ۲۲٬۲۸۳ نفر جمعیت دارد و ۵۲ متر بالاتر از سطح دریا واقع شده‌است.